# Štítná nad Vláří-Popov
Štítná nad Vláří-Popov ist eine Gemeinde in Tschechien. Sie liegt fünf Kilometer südwestlich von Brumov-Bylnice und gehört zum Okres Zlín.

## Geographie
Štítná nad Vláří-Popov befindet sich im Norden der Weißen Karpaten auf dem Gebiet des Naturparks CHKO Bílé Karpaty. Die Gemeinde erstreckt sich beiderseits der Vlára. Nördlich erheben sich der Rubanisko (501 m) und Vršek (566 m), im Nordosten die Otépková (504 m) und Březové (523 m), östlich der Lazy (347 m), im Südosten die Pláňava (598 m), südlich der Javorník (782 m) und Na Nivách (512 m), im Südwesten der Rovně (435 m), westlich der Lázek (399 m) sowie im Nordwesten die Stupně (490 m). Durch die Gemeinde verläuft entlang der Vlára die Wlarabahn, die Bahnstation befindet sich in Popov.
Nachbarorte sind Hlavičkovi, Křekov und Lipina im Norden, Brumov-Bylnice im Nordosten, Na Nivě, Svatý Štěpán und Pláňava im Südosten, Žírce, Salašisko, Kršlisko und Šebák im Süden, Velíková, Jestřabí und Rokytenka im Südwesten sowie Bohuslavice nad Vláří im Nordwesten.

## Geschichte
Die erste schriftliche Erwähnung des zur Burg Brumov gehörigen Dorfes Štítná erfolgte im Jahre 1374. Popova Kře gehörte ebenfalls zu den Besitzungen der Burg und bildete ein eigenständiges Gut mit Feste, die Sitz des niederen Geschlechts von Popova Kře war. Bis zur Mitte des 19. Jahrhunderts blieben beide Dörfer der Herrschaft Brumov untertänig.
Nach der Aufhebung der Patrimonialherrschaften bildeten Štitná/Stitna und Popukéř/Popuker ab 1850 zwei selbständige Gemeinden in der Bezirkshauptmannschaft Uherský Brod und dem Gerichtsbezirk Valašské Klobouky. Nach der Aufhebung des Okres Valašské Klobouky kamen Štítná nad Vláří und Popov Ende 1960 zum Okres Gottwaldov. Zu Beginn des Jahres 1961 entstand die neue Gemeinde Štítná nad Vláří-Popov in der die Ortschaften Štítná nad Vláří und Popov nad Vláří vereint wurden. Zwischen 1976 und 1991 war auch Jestřabí eingemeindet.

## Gemeindegliederung
Die Gemeinde Štítná nad Vláří-Popov besteht aus den Ortsteilen Popov (Popow) und Štítná nad Vláří (Stitna an der Wlara) sowie den Ansiedlungen Pláňava, Valentov und Žírce.

## Sehenswürdigkeiten
- Pfarrkirche in Štítná nad Vláří, erbaut 1787
- Kapelle in Popov